# Stürzelberg

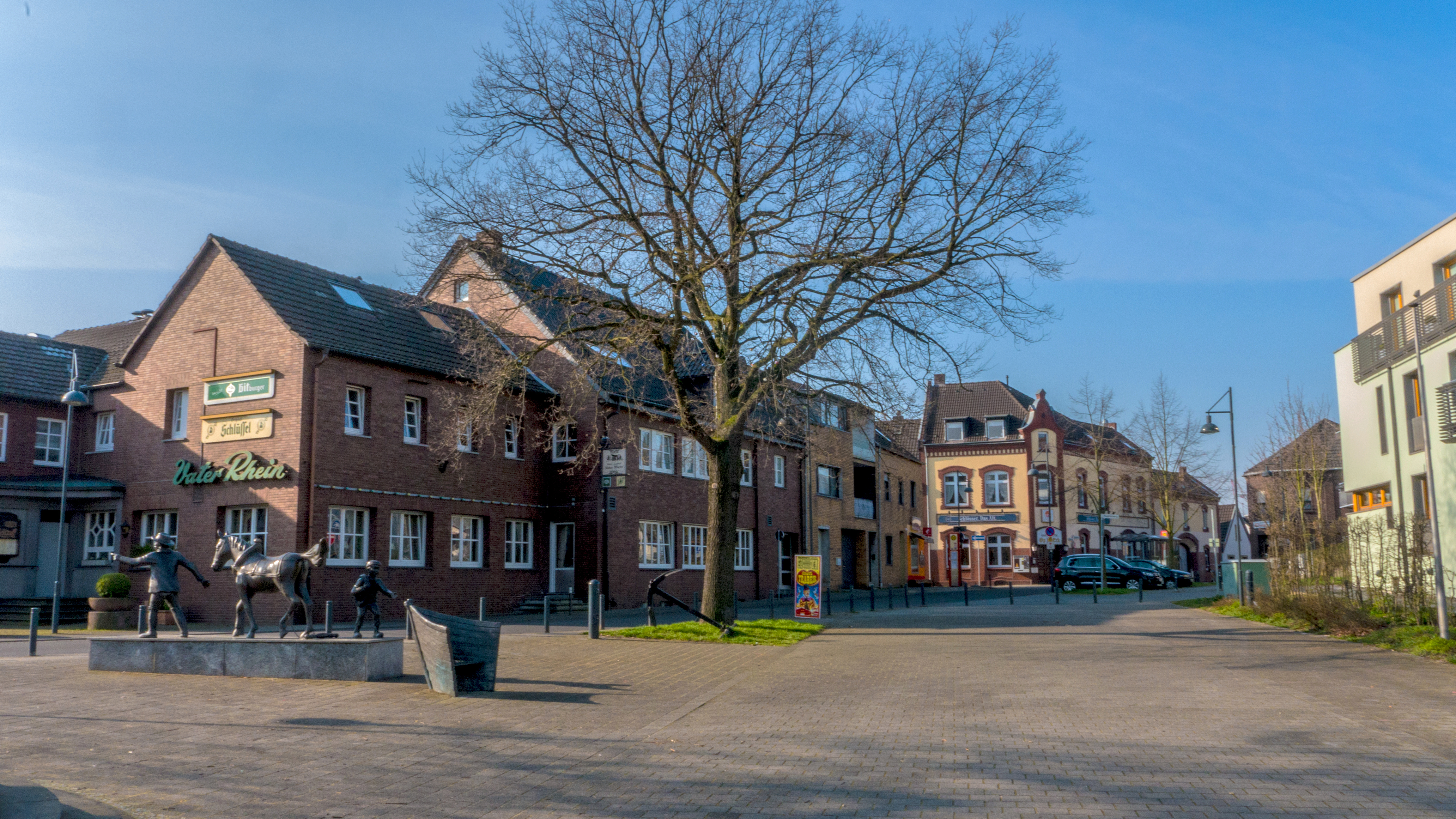
Dorfkern Stürzelberg

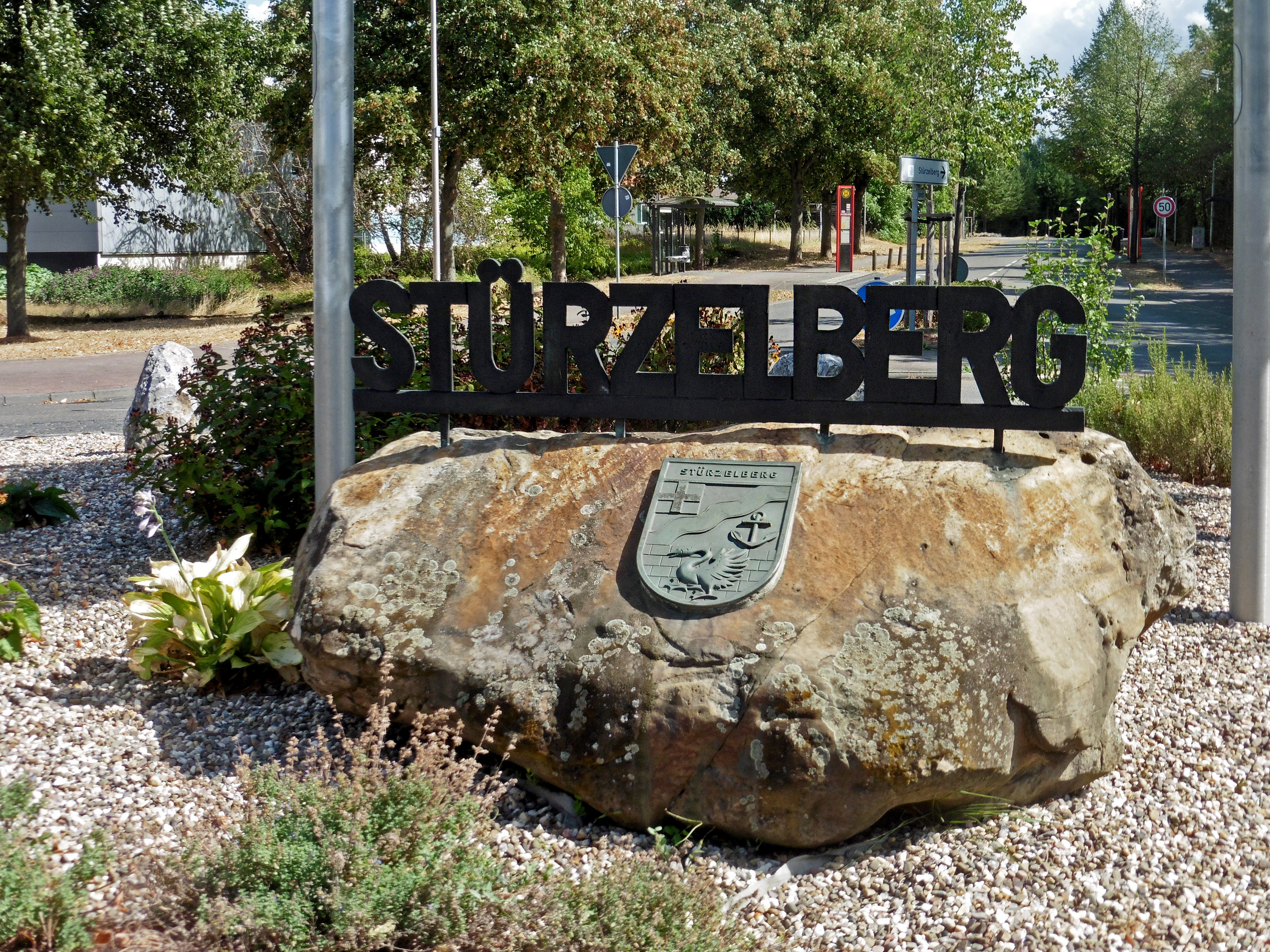
Kreisverkehr in Stürzelberg

Stürzelberg ist ein Stadtteil der Stadt Dormagen im Rhein-Kreis Neuss.

## Lage

Blick vom Dorfplatz Richtung Rhein

Stürzelberg grenzt im Osten an den Rhein und an das Naturschutzgebiet Grind. Westlich von Stürzelberg befinden sich der kleine Ort St. Peter und die Bundesstraße 9. Nördlich von Stürzelberg befindet sich ein Gewerbegebiet und südlich wird Stürzelberg von Feldern umgeben, und es schließt sich der Ort Zons an.

## Geschichte

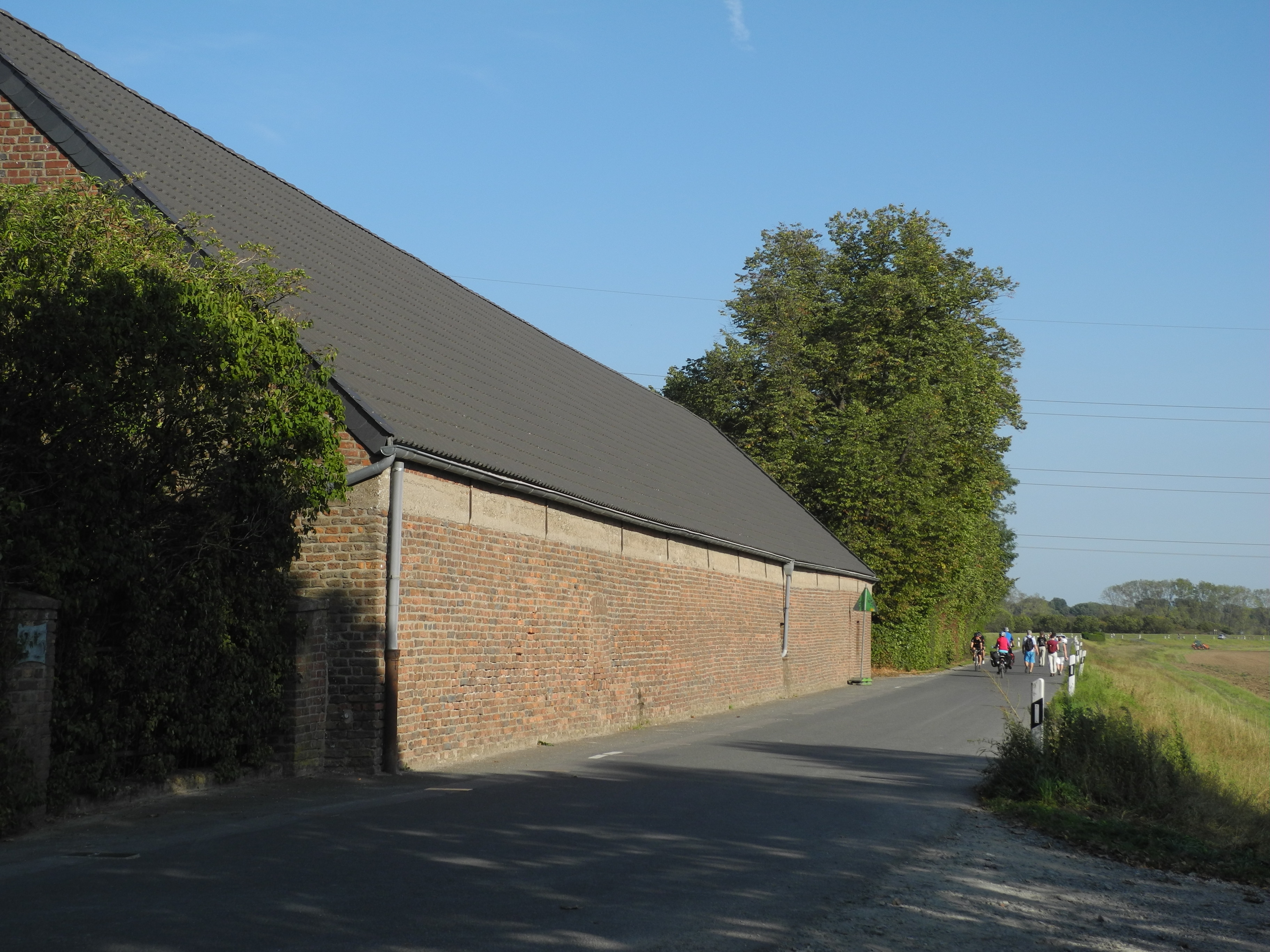
Heckhof bei Stürzelberg

Seit dem Mittelalter gehörte Stürzelberg zum kurkölnischen Amt Zons im Erzstift Köln. Der überwiegende Teil des Ortes lebte von der Landwirtschaft und insbesondere vom Fischfang. Der östlich von Stürzelberg gelegene Heckhof wurde 1389 als Manngut der Abtei Deutz erstmals urkundlich genannt. Die noch vorhandenen Gebäude dieses Rittergutes stammen aus dem Jahr 1694, wie eine Torbogeninschrift belegt. 1788 war der Rhein bei Stürzelberg zugefroren. Am 5. Oktober 1794, einen Tag vor der Besetzung Kölns, besetzten französische Soldaten den Ort. Stürzelberg kam zunächst zum Kanton Zons. Später gehörte der Ort zur Mairie Zons im Kanton Dormagen im Arrondissement de Cologne im Département de la Roer. 1815 kam Stürzelberg an die Bürgermeisterei Zons im Kreis Neuß im Königreich Preußen. Im Jahre 1867 versuchten die Stürzelberger Gemeindevertreter im Zonser Gemeinderat vergeblich, eine eigene Gemeinde zu gründen. Im 19. Jahrhundert setzte die Industrialisierung in Stürzelberg ein. 1926 erhielt der Ort die erste Kanalisation. Mit dem Tod des Stürzelberger Fährmanns im Jahre 1965 wurde der Fährbetrieb von Stürzelberg nach Düsseldorf-Benrath eingestellt. Am 1. Januar 1975 wurde Zons mit den Ortsteilen Stürzelberg, St. Peter und Nachtigall nach Dormagen eingemeindet.

### Einwohnerentwicklung
| Jahr              | Einw. |                                                 |
| ----------------- | ----- | ----------------------------------------------- |
| 13. Juli 1816     | 524   | •••••                                           |
| 10. Oktober 1929  | 1443  | ••••••••••••••                                  |
| 1. Mai 1939       | 1573  | ••••••••••••••••                                |
| 2. Mai 1946       | 1588  | ••••••••••••••••                                |
| 1. Januar 1959    | 1898  | •••••••••••••••••••                             |
| 1. Januar 1960    | 2608  | ••••••••••••••••••••••••••                      |
| 1. Juli 1966      | 3620  | ••••••••••••••••••••••••••••••••••••            |
| 31. Dezember 1974 | 4240  | ••••••••••••••••••••••••••••••••••••••••••      |
| 31. Dezember 1983 | 3671  | •••••••••••••••••••••••••••••••••••••           |
| 31. Dezember 1986 | 4026  | ••••••••••••••••••••••••••••••••••••••••        |
| 31. Dezember 1990 | 4728  | ••••••••••••••••••••••••••••••••••••••••••••••• |
| 31. Dezember 2003 | 4685  | ••••••••••••••••••••••••••••••••••••••••••••••• |
| 31. Dezember 2006 | 4654  | ••••••••••••••••••••••••••••••••••••••••••••••• |

### Religion

#### Katholische Kirche
Die überwiegend katholische Bevölkerung Stürzelbergs gehörte zur katholischen Pfarrei Zons. Seit 1774 lässt sich auf dem sogenannten Kapellenberg in Stürzelberg eine katholische Kapelle nachweisen, die bis 1838 als Gotteshaus diente. Im Jahre 1838 wurde die spätere St. Aloysius Pfarrkirche erbaut, die seit 1851 ein Rektorat war. Neben ihr wurde 1888 ein Pfarrhaus errichtet. Seit 1910 wurde die heutige Apsis an das Gottesgebäude angebaut. Seit dem 1. Oktober 1919 ist St. Aloysius Pfarrkirche und von ihrer Zonser Mutterkirche getrennt.

#### Evangelische Kirche
In Stürzelberg besteht eine evangelische Gemeinde.
Die zuständige Pfarrerin der Gemeinde ist Pfarrerin Alexandra Späth.

## Politik

### Bürgermeister
- 1945–1946: Franz Bebber

### Wappen

Ehemaliges Gemeindewappen von Stürzelberg

Das Kreuz des Wappens deutet darauf hin, dass Stürzelberg im Mittelalter zu Kurköln gehörte. Der Fluss stellt den Rhein dar, der Anker den Hafenbetrieb von Stürzelberg. Die grünen Wiesen im oberen Teil des Wappens stellen die Wiesen des Naturschutzgebiets und Campingplatzes Grinds des Stadtgebiets Dormagen dar.
Der Schwan deutet auf das ehemalige Gasthaus Schwanenburg hin, welches 1945 zerstört wurde.
Die Mauer im Hintergrund steht für den Hochwasserschutzwall, der seit 1998 in Stürzelberg vor Überschwemmungen durch den Rhein schützt.

## Wirtschaft und Infrastruktur
- Ehemalige Stürzelberger Hütte (jetzt Containerhafen und Gewerbegebiet)

### Einrichtungen
- Kath. Grundschule St. Nikolaus
- Freiwillige Feuerwehr

### Verkehr
Eine Buslinie des BVR, die Linie 875 – von Neuss über Grimlinghausen nach Zons und Dormagen verkehrend – verläuft durch Stürzelberg. Außerdem ist Stürzelberg an mehreren Linien des StadtBus Dormagen angeschlossen.

#### Rheinfähre Stürzelberg/Mickeln
Seit Anfang des 19. Jahrhunderts wurde zwischen Stürzelberg und Mickeln (Düsseldorf) eine Fährverbindung betrieben. 1910 pachtete Heinrich Richrath dieses Fährrecht und beförderte mit seinem Motorboot Heinrich Personen über den Rhein. Das Boot konnte 59 Personen befördern. Als der letzte Fährmann Heinrich Richrath jun. im Jahre 1965 starb, wurde der Fährbetrieb eingestellt.

#### Rheinfähre Pitt Jupp/Benrath
Im Jahre 1863 errichtete der Fischer Peter Josef Schimmelpfennig ein Restaurant und Fährhaus am Grind. Seit dem 1. August 1884 hatte er das Recht, einen Fährbetrieb nach Benrath durchzuführen. Um 1925 besaß die Familie Schimmelpfennig zu diesem Zwecke zwei Motorschiffe. Noch 1988 bestand der Fährbetrieb. Seit 1924 betrieb die Familie Schimmelpfennig auch noch ein Strandbad mit Liegewiese und Umkleidekabinen. Außerdem besaß sie noch 1930 einen Aalschocker zum Fischfang auf dem Rhein.

#### Rheinfähre Haus Jussenhoven/Urdenbach
Seit 1828 bestand eine weitere Fährverbindung auf dem Grind. Diese war allerdings einige hundert Meter von Pitt Jupp rheinaufwärts. Diese Fährverbindung verlief vom Grind nach Urdenbach. Allerdings wurde sie schon 1896 wieder eingestellt.

#### Ehemaliger Treidelpfad
An das bis in die 1860er Jahre übliche Schleppen von Rheinkähnen durch Treideln erinnert das Treideldenkmal am Rheinufer.

### Medien
- Westdeutsche Zeitung Düsseldorf, Lokalredaktion Kreis Neuss – regionale Tageszeitung, Verlag W. Girardet KG
- Neuss-Grevenbroicher-Zeitung – regionale Tageszeitung, Neusser Zeitungsverlag GmbH, zu Rheinische Post gehörig
- Schaufenster – lokales Anzeigenblatt (Dienstag & Samstag), Neusser Druckerei und Verlag GmbH
- Kölner Stadt-Anzeiger, Verlag DuMont Schauberg
- Rheinischer Anzeiger – lokales Anzeigenblatt (Mittwoch), Neusser Druckerei und Verlag GmbH
- NEWS89.4 – lokaler Radiosender, zu Neusser Druckerei und Verlag GmbH gehörig